# کلسیم سولفیت
کلسیم سولفیت (به انگلیسی: Calcium sulfite) با فرمول شیمیایی CaSO۳ یک ترکیب شیمیایی است. که جرم مولی آن ۱۲۰٫۱۷ g/mol می‌باشد. 